# Öffentlich bestellter Vermessungsingenieur
Der Öffentlich bestellte Vermessungsingenieur (ÖbVI, ÖbV) ist ein Organ des öffentlichen Vermessungswesens bzw. Träger eines öffentlichen Amtes in Deutschland. ÖbVI sind natürliche Personen, die mit einem öffentlichen Amt beliehen sind, wie Notare. Sie sind auf Grund der Vermessungsgesetze und der Berufsordnungen der Länder dazu befugt, Katastervermessungen auszuführen.

## Ausbildung und Beleihung
Die amtliche Tätigkeit als ÖbVI erfordert eine öffentliche Bestellung durch die Aufsichtsbehörde, die nur erfolgt, wenn die Große Staatsprüfung für den technischen Dienst in der Fachrichtung Geodäsie und Geoinformation durch das Oberprüfungsamt bestanden wurde und mindestens ein Jahr Erfahrungen in der Ausführung von Katastervermessungen erworben wurden.
Der Werdegang des ÖbVI umfasst – abgesehen von länderspezifischen Zusatzanforderungen einiger Bundesländer – in der Regel ein Studium des Vermessungswesens bzw. der Geodäsie oder Geoinformatik an einer wissenschaftlichen Hochschule mit Abschluss Diplomvermessungsingenieur, die mit der Diplomhauptprüfung (1. Staatsexamen) abschließt; seit der Neuordnung der Studiengänge wird ein entsprechender Masterabschluss verlangt. Nach zwei Jahren Referendariat bei der Vermessungsverwaltung und der großen Staatsprüfung (2. Staatsexamen) kann nach einem Jahr beruflicher Tätigkeit in der Katastervermessung (bei einem ÖbVI oder der Katasterverwaltung) die Bestellung zum ÖbVI beantragt werden.
Neben dem Weg über Referendariat und Zweites Staatsexamen gibt es in einigen Bundesländern, wie Nordrhein-Westfalen die Möglichkeit, über den gehobenen Vermessungstechnischen Dienst und einer fünfjährigen praktischen Erfahrung in der Katastervermessung (bei einem ÖbVI oder der Katasterverwaltung) die Fähigkeit zu öffentlichen Bestellung zu erlangen.
Voraussetzung für die Beleihung sind neben der erforderlichen fachlichen Qualifikation die Vorlage eines Führungszeugnisses, eines Gesundheitszeugnisses und ein Nachweis der Berufshaftpflichtversicherung.
Bundesweit gab es am 31. Dezember 2018 insgesamt 1334 ÖbVI in allen Ländern der Bundesrepublik außer Bayern. Dort werden die hoheitlichen Aufgaben der Katastervermessung durch die Katasterämter wahrgenommen.
Berufsverbände für öffentlich bestellte Vermessungsingenieure in Deutschland sind der Bund der Öffentlich bestellten Vermessungsingenieure (BDVI e. V) sowie der Verband Deutscher Vermessungsingenieure (VDV e. V).

## Aufgaben
Die Aufgaben der ÖbVI können sich je nach Land, in dem die Beleihung erfolgte, im Detail unterscheiden. Gemeinsamkeit besteht in der Wahrnehmung hoheitlicher Aufgaben im Bereich der amtlichen Katastervermessung (auch Liegenschaftsvermessung genannt) durch ÖbVI.
Darüber hinaus wirken ÖbVI an bestimmten Aufgaben der Landesvermessung mit und dürfen Tatbestände, die durch vermessungstechnische Ermittlungen an Grund und Boden festgestellt werden, beglaubigen. Sie liefern die Grundlagen für Planungen (Bebauungsplan, Flächennutzungsplan und andere) und für Bauanträge (Lagepläne). In einigen Ländern (z. B. Niedersachsen, Sachsen-Anhalt, Rheinland-Pfalz, Brandenburg, Sachsen) dürfen ÖbVI auch Auskünfte (Auszüge) aus dem Liegenschaftskataster (Liegenschaftskarte, Liegenschaftsbuch) erteilen. Die Durchführung von Bodenordnungsverfahren kann auch auf ÖbVI übertragen werden.
Neben den hoheitlichen Aufgaben übernehmen sie als Vermessungsingenieure auch privatrechtliche Aufgaben. Sie sind als Freiberufler häufig in folgenden Aufgabenbereichen tätig:
- technische Ingenieurgeodäsie,
- Bewertung (Grundstücksbewertung),
- Geoinformatik bzw. Geoinformatik.

## Rechte und Pflichten
ÖbVI werden für einen Amtsbezirk bestellt, dies ist meist das jeweilige Land. Sind sie außerhalb ihres Amtsbezirkes tätig, so erfolgt dies nicht als ÖbVI, sondern nur als privatrechtlich tätiger Vermessungsingenieur. Sie dürfen ein Amtsschild und ein Amtssiegel führen.
Durch einen Amtseid sind ÖbVI an die Einhaltung von Recht und Gesetz gebunden. Für ÖbVI gelten meist die gleichen Amtspflichten wie für Beamte, wie zum Beispiel die Verschwiegenheitsverpflichtung oder die Pflicht zur unparteiischen Amtsausübung. ÖbVI sind eigenverantwortlich tätig. Sie haften in der Regel für durch sie verursachte Schäden bis zu ihrem Lebensende selbst (Eigenhaftung, keine Staatshaftung). Aus diesem Grund ist vor der Bestellung eine Berufshaftpflichtversicherung abzuschließen.
ÖbVI dürfen sich in einer Sozietät oder Bürogemeinschaft zusammenschließen. Vermessungstechnische Fachkräfte, mit denen der ÖbVI einen Arbeitsvertrag abgeschlossen hat, dürfen den ÖbVI bei seiner Aufgabenwahrnehmung unterstützen.
Für ihre Amtshandlungen dürfen ÖbVI Kosten (Gebühren und Auslagen) nach den Kostenordnungen der Länder erheben.
Entscheidungen der ÖbVI können durch die Beteiligten auf dem Verwaltungsrechtsweg angefochten werden.
Bei der Wahrnehmung ihrer hoheitlichen Aufgaben unterstehen ÖbVI der Dienstaufsicht und der Fachaufsicht des Landes, in dem sie zugelassen worden sind.

## Ende der Beleihung
Die Beleihung als ÖbVI endet in der Regel auf Antrag des ÖbVI, manchmal auch durch seinen Tod. In einigen Ländern hat der Gesetzgeber eine Altersgrenze für ÖbVI eingeführt. Aus dem Dienst ausgeschiedene ÖbVI dürfen meist den Titel „ÖbVI a. D.“ (Öffentlich bestellter Vermessungsingenieur außer Dienst) oder „Öffentlich bestellter Vermessungsingenieur in Ruhe“ (§6 Abs. 5 ÖbVIG NRW) tragen.
Sind zum Zeitpunkt des Endes der Beleihung als ÖbVI noch nicht alle Anträge abgeschlossen, so wird ein Abwickler für das Amt des ausgeschiedenen ÖbVI bestellt. Als Abwickler kann meist nur jemand bestellt werden, der selbst ÖbVI ist oder die Voraussetzungen erfüllt, um ihn als ÖbVI zu bestellen. Erst wenn alle Anträge abgeschlossen, die Kosten für die Amtshandlungen erhoben worden sind (inkl. Abschluss erforderlicher Vollstreckungsverfahren) und ggf. anhängige Gerichtsverfahren gegen den ausgeschiedenen ÖbVI rechtskräftig geworden sind, wird die Abwicklung widerrufen und das Amt des ÖbVI erlischt.

## Öffentlich bestellte Vermessungsingenieure in anderen Ländern
Die Aufgaben eines deutschen ÖbVI werden in anderen Ländern von Vermessungsingenieuren wahrgenommen, deren Befähigung zur Ausübung amtlicher Funktionen von Behörden, Ministerien oder speziellen Ausschüssen erteilt wird.
- Luxemburg: Géomètre-Officiel
- Österreich: Ingenieurkonsulent für Vermessungswesen
- Schweiz: patentierter Ingenieurgeometer
- Dänemark: Landinspektør